# الصفى السفلى (المخادر)

تعديل مصدري - تعديل

الصفى السفلى محلة تابعة لقرية المصينعة، التابعة لعزلة جبل عقد بمديرية المخادر إحدى مديريات محافظة إب في الجمهورية اليمنية، بلغ تعداد سكانها 93 حسب تعداد اليمن لعام 2004.